# Formatge crema

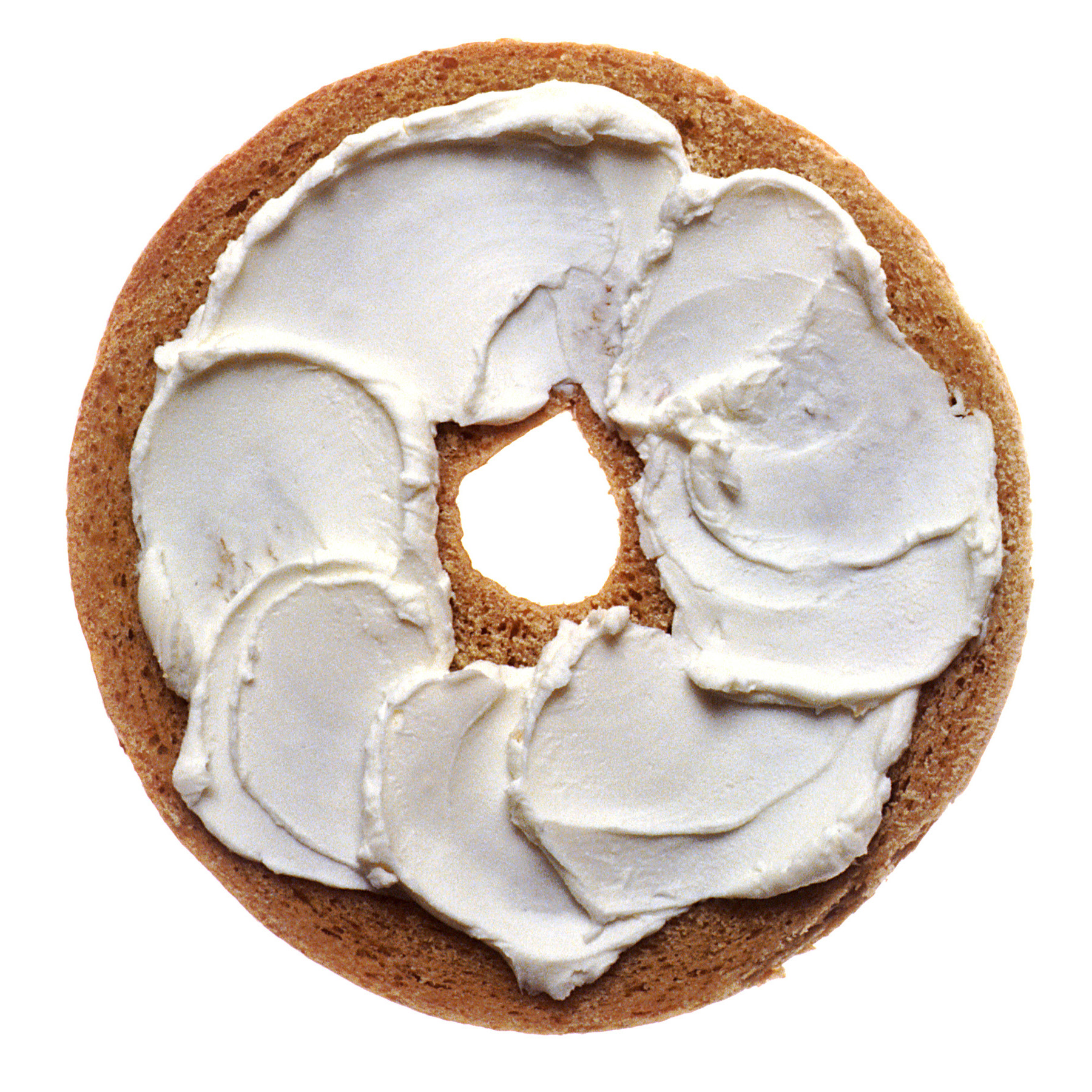
Torrada amb formatge crema.

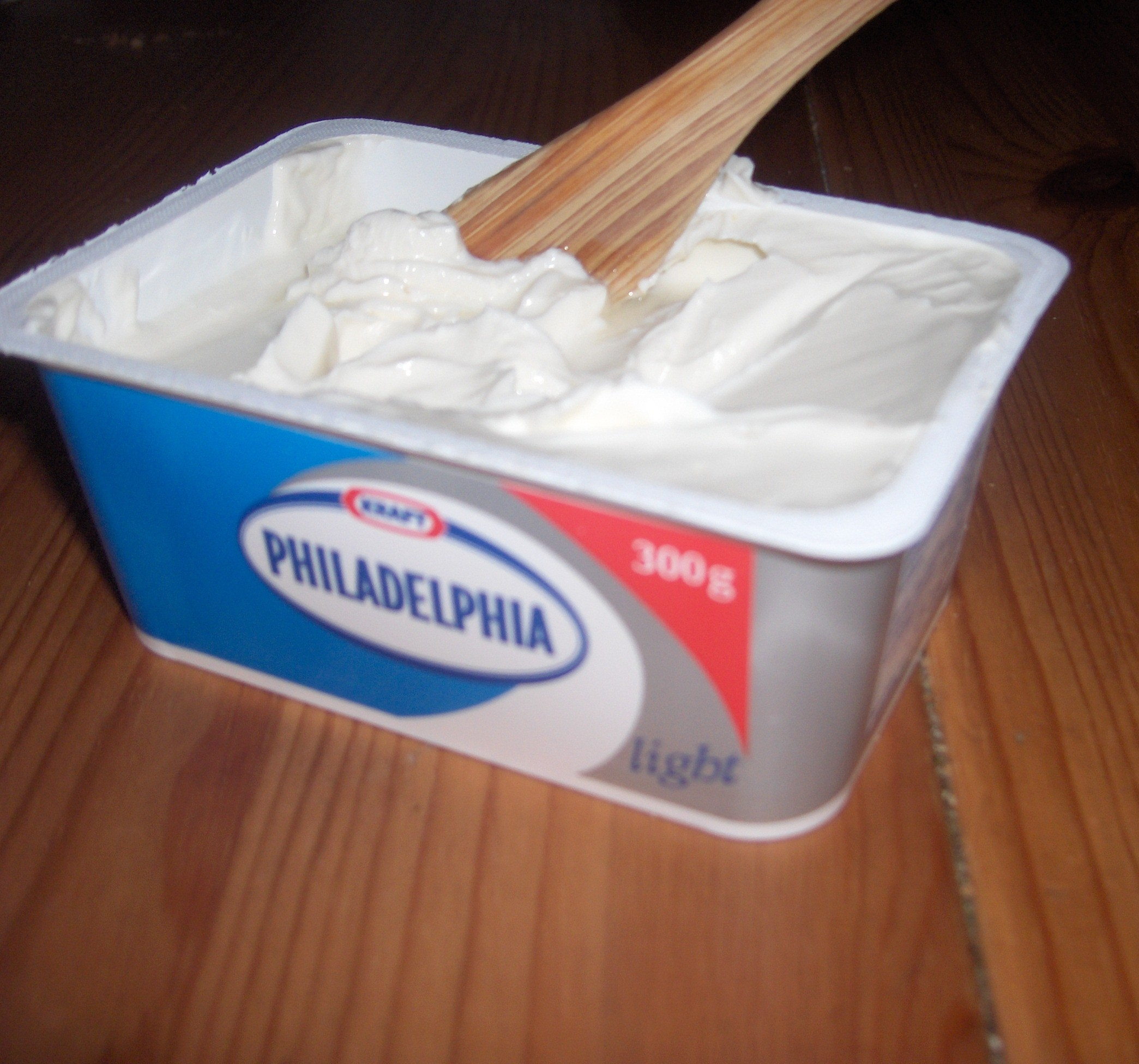
Envàs de Formatge philadelphia de Kraft Foods

El  formatge crema  és un tipus de formatge d'untar que s'obté en quallar mitjançant ferments làctics una barreja de llet i nata. Aquest tipus de formatge es consumeix normalment acompanyat de pa, sent comú l'ús sobre torrades.
Es tracta d'una crema blanca, distribuïda en envasos similars als de margarina o mantega. Es consumeix als esmorzars, berenars i postres. També és l'ingredient principal d'alguns pastissos de formatge i una varietat de la gastronomia dels Estats Units
Per regla general se serveix en la seva presentació original, si bé hi ha diverses versions d'aquest com: light (de calories reduïdes) i/o amb diferents sabors (all, ceba, cansalada, picant, formatge blau, etc.)

## Curiositat
El nom de  Formatge philadelphia  prové del fenomen de vulgarització o metonímia, ja que aquest nom és com una marca comercial registrada de Kraft Foods.